# الاكيب (مذيخرة)

تعديل مصدري - تعديل

الاكيب محلة تابعة لقرية براح، التابعة لعزلة الاشعوب بمديرية مذيخرة إحدى مديريات محافظة إب في الجمهورية اليمنية، بلغ تعداد سكانها 131 حسب تعداد اليمن لعام 2004.